# Gerben Löwik

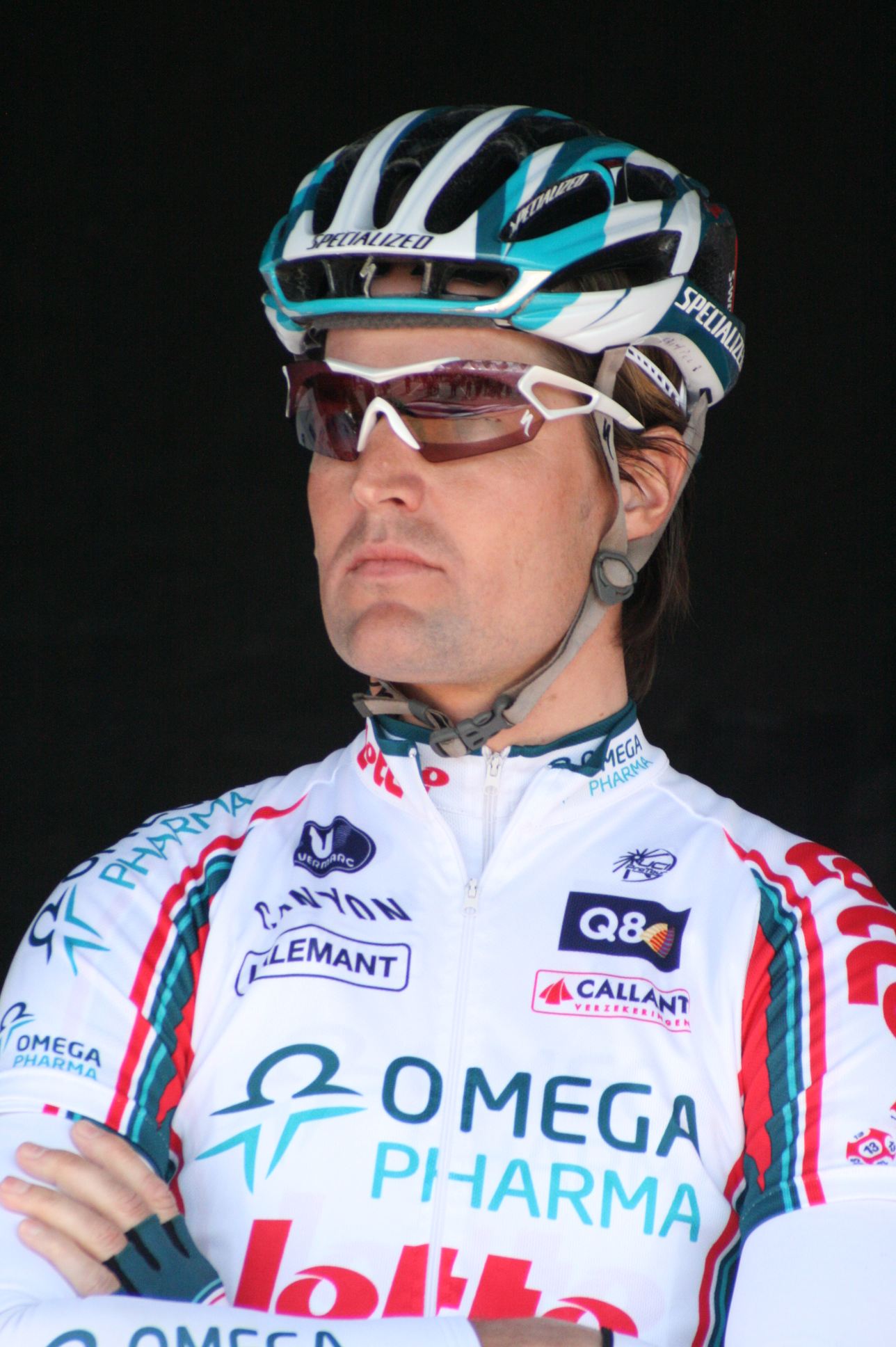
Gerben Löwik bei den Vier Tagen von Dünkirchen 2010

Gerben Löwik (* 29. Juni 1977 in Vriezenveen) ist ein ehemaliger niederländischer Radrennfahrer.

## Karriere
Gerben Löwik begann seine Radsport-Karriere 2000 bei dem niederländischen Profi-Team Farm Frites. Im folgenden Jahr fuhr er für ein Jahr bei Rabobank. Erst nachdem er zu der kleineren Mannschaft BankGiro Loterij gewechselt war, kam der Erfolg. 2003 gewann er zuerst eine Etappe der Deutschland Tour und später dann die Gesamtwertungen der Ster Elektrotoer und des Circuit Franco-Belge. 2004 wechselte er zu Chocolade Jacques-Wincor Nixdorf, wo er bei Paris–Roubaix stürzte. Trotz dessen konnte er seine Saison noch mit dem Gesamtsieg bei der Tour de la Région Wallonne und einem fünften Platz bei den HEW Cyclassics retten. Seit 2005 fährt Löwik wieder bei dem niederländischen ProTour-Team Rabobank. Er nahm im selben Jahr auch noch zum ersten Mal an der Tour de France teil, beendete sie aber nicht.
Nachdem er kein neues Team für die Saison 2011 gefunden hatte, beendete er Mitte des Jahres seine Karriere.

## Erfolge
2003
- eine Etappe Deutschlandtour
- Ster Elektrotoer
- Circuit Franco-Belge

2004
- Tour de la Région Wallonne
- Noord-Nederland Tour

## Teams
- 2000 Farm Frites
- 2001 Rabobank
- 2002 Bankgiroloterij-Batavus
- 2003 Bankgiroloterij
- 2004 Chocolade Jacques-Wincor Nixdorf
- 2005–2008 Rabobank
- 2009 Vacansoleil
- 2010 Omega Pharma-Lotto